# Lipieniowate
Lipieniowate (Thymallinae) – monotypowa podrodzina ryb łososiowatych (Salmonidae) klasyfikowana też jako odrębna rodzina łososiokształtnych (Salmoniformes). Obejmuje rodzaj Thymallus. Od innych łososiowatych wyróżniają się wysokością płetwy grzbietowej rozpiętej na 17 promieniach, większymi łuskami i mniejszym otworem gębowym. Lipieniowate żyją w szybko płynących, zwykle podgórskich rzekach oraz w czystych i chłodnych jeziorach (kraina lipienia) umiarkowanej strefy półkuli północnej – Europy, północnej Azji i Ameryki Północnej. W polskich wodach występuje lipień pospolity (Thymallus thymallus).